# La Seda de Barcelona
La Seda de Barcelona S.A. (LSB), kurz La Seda (spanisch für Die Seide), ist ein international agierendes Recycling-Unternehmen mit Sitz in Barcelona und insgesamt 14 Niederlassungen in ganz Europa, der Türkei und in Nordafrika. Das Unternehmen wird in Form einer Sociedad Anónima geführt, der spanischen Form einer Aktiengesellschaft.
Es handelt sich dabei um den einzigen europäischen Hersteller, der PET-Container vollständig produziert und bereitstellt – von Rohstoff, Design, Spritzgießen und Blasformen bis hin zum fertigen Produkt. 2007 veräußerte beispielsweise das australische Unternehmen Amcor seine Verpackungsflaschenproduktion in Europa an das Unternehmen.
La Seda musste im Sommer 2013 Insolvenz anmelden, und im Januar 2014 erfolgte der Gerichtsbeschluss zur Liquidation. Ende März 2015 wurde bekanntgegeben, dass das US-amerikanische Unternehmen Plastipak Packaging die Übernahme der APPE Packaging Division (PET-Flaschen-Herstellung) aus der Insolvenzmasse der LSB-Gruppe unterzeichnet hat. APPE mit Sitz in Wrexham und Produktionsstandorten in Spanien, im Vereinigten Königreich, in Frankreich, Belgien, Deutschland, der Türkei und in Marokko gilt als einer der führenden europäischen Hersteller von PET-Rohlingen und -Flaschen.